# Puente de la Leona
El puente de la Leona o puente del Mercado es un puente del siglo XIX sobre el río Duratón que se encuentra en Peñafiel, provincia de Valladolid, Castilla y León, España.

## Historia

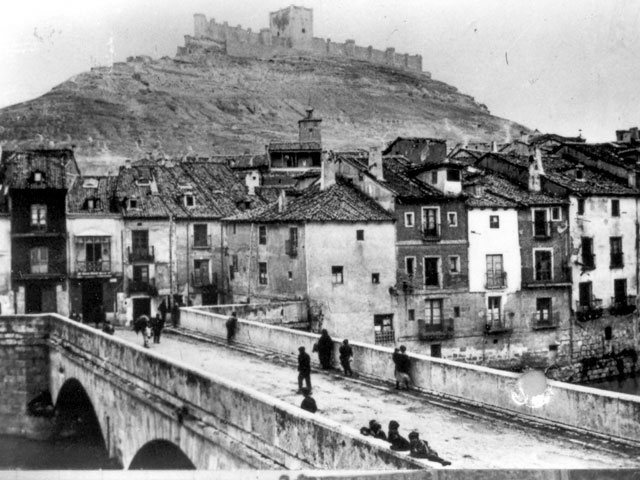
El puente a principios del.

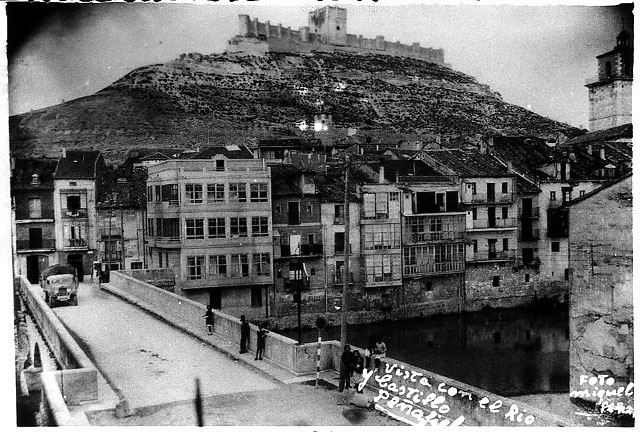
El puente sobre el río Duratón, a mediados del.

Se construyó en 1864 para sustituir a un antiguo puente medieval que fue destruido en una riada en 1860.
Se le conoce como "puente de la Leona" por que hay una escultura de una leona y también como "puente del Mercado" porque forma parte de la calle del Mercado.
Este puente es de uno de los ocho puentes con los que cuenta actualmente Peñafiel construidos sobre el río Duratón, el río Duero y el arroyo Botijas.